# Професионална гимназия по икономика „Проф. д-р Димитър Табаков“
Професионална гимназия по икономика „Проф. д-р Димитър Табаков“ (съкр. ПГИ – Сливен) е средно учебно заведение в град Сливен. Гимназията е създадена през 2020 и обучава млади специалисти в областите икономика, търговия, счетоводство, банково дело и бизнес администрация.

## Специалности за прием в гимназията

### Специалности за прием през 2012 г.
Прием след завършен седми клас
- Банково дело – Професия: Финансист. Балообразуване: Оценка от тест по БЕЛ + утроената оценка от теста по Математика + оценка по БЕЛ + оценка по География. Интензивно изучаване на Немски език.
- Оперативно счетоводство – Професия: Оперативен счетоводител. Балообразуване: Оценка от тест по БЕЛ + утроената оценка от теста по Математика + оценка по БЕЛ + оценка по География. Интензивно изучаване на Английски език.
- Икономическа информатика – Професия: Икономист – информатик. Балообразуване: Оценка от тест по БЕЛ + утроената оценка от теста по Математика + оценка по БЕЛ + оценка по География. Интензивно изучаване на Английски език.
- Икономика и мениджмънт – Професия: Икономист. Балообразуване: Оценка от тест по БЕЛ + утроената оценка от теста по Математика + оценка по БЕЛ + оценка по География. Интензивно изучаване на Английски език.
- Бизнес администрация – Професия: Офис мениджър. Балообразуване: Оценка от тест по БЕЛ + утроената оценка от теста по Математика + оценка по БЕЛ + оценка по География. Интензивно изучаване на Английски език.

Прием след завършено основно образование
Всички специалности за прием през 2012 г. са след завършен седми клас

### Специалности от предходни години
Специалности, по чиито учебни планове се извършва обучение през учебната 2010/2011 година (т.е. специалности по които е осъществяван прием между 2006 г. и 2010 г.):
Прием след завършен седми клас
- Банково дело
- Икономическа информатика
- Оперативно счетоводство
- Предприемачество и мениджмънт
- Икономика и мениджмънт

(През 2010 г. и 2011 г. е осъществяван прием по четири от тях: Банково дело, Оперативно счетоводство, Икономика и мениджмънт, Икономическа информатика)
Прием след завършено основно образование
- Митническа и данъчна администрация
- Маркетингови проучвания
- Деловодство и архив
- Счетоводна отчетност
- Бизнесадминистрация
- Търговия

(През 2010 г. е осъществяван прием по три от тях: Митническа и данъчна администрация, Маркетингови проучвания, Деловодство и архив)

## Създаване и развитие на гимназията
Първата търговско – стопанска гимназия в Сливен е създадена на 25 август 1949 г. от Иван Пехливанов и учителите Мара Ханъмова, Константин Русев, Лиляна Бобева, Гинка Доктор Данчева, Антоанета Табакова и Анастасия Стефанова Първоначално тя е обособена като клон на мъжката гимназия в града Пръв директор на търговско – стопанската гимназия е Иван Пехливанов, а първият учителски съвет на новата гимназия е проведен на 25 август 1949 г. – датата, смятана за рожден ден на Гимназията.
Първият випуск зрелостници завършва курса на обучение на Сливенската търговско-стопанска гимназия на 30 юни 1951 г., когато на годишен акт са връчени първите зрелостни свидетелства.
Десет години по-късно – през учебната 1965/1966 г. в техникума по икономика в Сливен вече се обучават над 590 ученици, обзаведени са специални кабинети по изчислителна техника. Организирани са хор, вокална група, танцов състав, а по-късно и туристическа секция. Учениците и учителите, членове на секцията се включват активно в благоустрояването на Хайдушката пътека в Сливенския Балкан.
Вечерно и задочно обучение са открити в гимназията през учебната 1966/1967 г. По същото време техникумът разширява и задълбочава своите връзки със сродните училища в Бургас и Русе.
В следващите години техникума се помещава последователно в сградата, заета по-късно от Полувисшия институт за медицински сестри в Сливен (по-късно Медичински колеж на Тракийския университет) и сградата на I основно училище. По-късно Икономически техникум – Сливен се нанася в един от корпусите на XII основно училище „Елисавета Багряна“, където се помещава и до днес.
През 2003 г. Икономически техникум – Сливен е преобразуван в Професионална гимназия по икономика „Проф. Д-р Димитър Табаков“ – Сливен.

## По-важни проекти, реализирани от ПГИ – Сливен

### Проект „Насърчаване на предприемачеството“
Проект насърчаване на предприемачеството e финансиран от програма ФАР на ЕС, проведен в периода 2004 – 2005 г.
Общата цел на проекта бе повишаване приспособимостта и интегриране на ромската етническа група към пазарните условия в област Сливен чрез насърчаване на предприемачеството. Двете целеви групи, преки бенефициенти по него са: (1) Младежи от ромски произход, с основно и по-високо образование, мотивирани за изграждане на собствен бизнес, активни действия за подобряване положението на членовете на ромската етническа група в областта. (2) Действащи предприемачи и бизнесмени от ромски произход от област Сливен, имащи нужда от обучение в някой аспекти на предприемачеството и получаване на консултации по своите текущи проекти. Основните дейности са обучението им в областта на предприемачеството и развитието на бизнеса, повишаване на тяхната мотивация, изработването и подкрепата на конкретни техни бизнес-проекти.

### Проект „Имам възможност да избирам“
Проектът е финансиран от Европейски социален фонд чрез ОП „Човешки ресурси“ (ОПЧР) и бе проведен през 2010 г.
Цел на проекта: Създаване на условия за развитие на потенциала на учениците от ПГИ и ПГТО – Сливен, осигуряване на възможности за физическо, интелектуално и личностно развитие и пълноценна социална интеграция и подобряване на достъпа им до образование чрез създаване на нови и разширяване на съществуващите извънучилищни дейности в Гимназиите.
Бяха създадени следните клубове: Училищен театър; Клуб по журналистика; Клуб „Млад фотограф“; Компютърен дизайн; Клуб на знаещите; Клуб „Спортни игри“; Туристически клуб; „Природолюбител“; Клуб „Умения за живот“; Клуб „Кариерно консултиране“; Клуб „Мажоретки“

### Проект „Traum Job Europa”
Проектът „Traum Job Europa” е финансиран по програмата „Учене през целия живот“ – секторна програма „Коменски“ на ЕК. ПГИ – Сливен е партньор в проекта.

### Проект „TVE – Традиции в професионалото образование”
Целта на проекта е да проучи, сравни и анализира традиционните и иновативни аспекти на професионалното образование на всички равнища в двата региона Сливен, България и Маниса, Турция. ПГИ – Сливен е партньор в проекта.

## Постижения на възпитаници от ПГИ на международни състезания по бързопис и стенография
| Година на събитието | Състезание | Място на провеждане  | Представяне на ПГИ – Сливен |
| ------------------- | --- | -------------------- | --- |
| 1972 г.             | Световни състезания по бързопис. Участват отбори от ГДР, Полша, Чехословакия, Унгария, Румъния и Югославия.                    | Гера, Германия       | От ПГИ – Сливен се класират М. Долапчиева, Г. Йорданова, Георги Русев, Станка Шопова, Ваня Кюприйска                                             |
| 1984 г.             | Световни състезания по бързопис. Участват отбори от ГДР, Унгария, Чехословакия и Полша.                                        | Лайпциг, Германия    | От ПГИ – Сливен се класират Величка Кацарова, Ваня Иванова                                                                                       |
| 1985 г.             | Световни състезания по бързопис. Участват отбори от 25 страни.                                                                 | София, България      | В категория „Б“ от класираните 32 участнички, 22 са българки, а 14 от тях са от Икономически техникум – Сливен                                   |
| 1986 г.             | Световни състезания по бързопис.                                                                                               | Майнинген, Германия  | От ПГИ – Сливен се класират Радост Гърдева и Моника Йорданова.                                                                                   |
| 1987 г.             | Международно състезание по машинопис. Участват отбори от Белгия, Унгария, Германия, Холандия, Чехословакия, Австрия (3 отбора) | Виена, Австрия       | От ПГИ – Сливен се класират Албена Ганчева, Стоянка Стоянова, Радост Гърдева. Албена Ганчева заема първо място по точно писане.                  |
| 1987 г.             | Световни състезания по бързопис. Участват отбори от Белгия, Унгария, Германия, Холандия, Чехословакия, Австрия (3 отбора)      | Флоренция, Италия    | От ПГИ – Сливен се класират Георги Русев, Катя Иванова и Тонка Колева. От 253 състезатели Тонка Колева заема трето място, а Катя Иванова – пето. |
| 1988 г.             | Световни състезания по бързопис. Участват Полша, Унгария и Чехословакия.                                                       | Магдебург, Германия  | От ПГИ – Сливен се класира Станка Шопова. |
| 1988 г.             | Международно състезание по машинопис. Участват Полша, Унгария, Югославия и Чехословакия.                                       | Лайнефелде, Германия | От ПГИ – Сливен се класират Таня Динева и Мария Динева.                                                                                          |
| 1989 г.             | Световни състезания по бързопис.                                                                                               | Дрезден, Германия    | От ПГИ – Сливен се класира Катя Иванова. От 231 състезатели на 20 страни тя става световен младежки първенец за 1989 г.                          |

## Патронът на училището
Проф. д-р Димитър Табаков (1879 – 1973) е български учен, един от видните представители на математическата мисъл в България, преподавател във Физико-математическия факултет на Софийския университет (днес Факултет по математика и информатика), дългогодишен ръководител на катедрата по геометрия, ученик на проф. Антон Шоурек (Софийски университет) и проф. Теодор Райе (Университета на Страсбург).